# Біокераміка

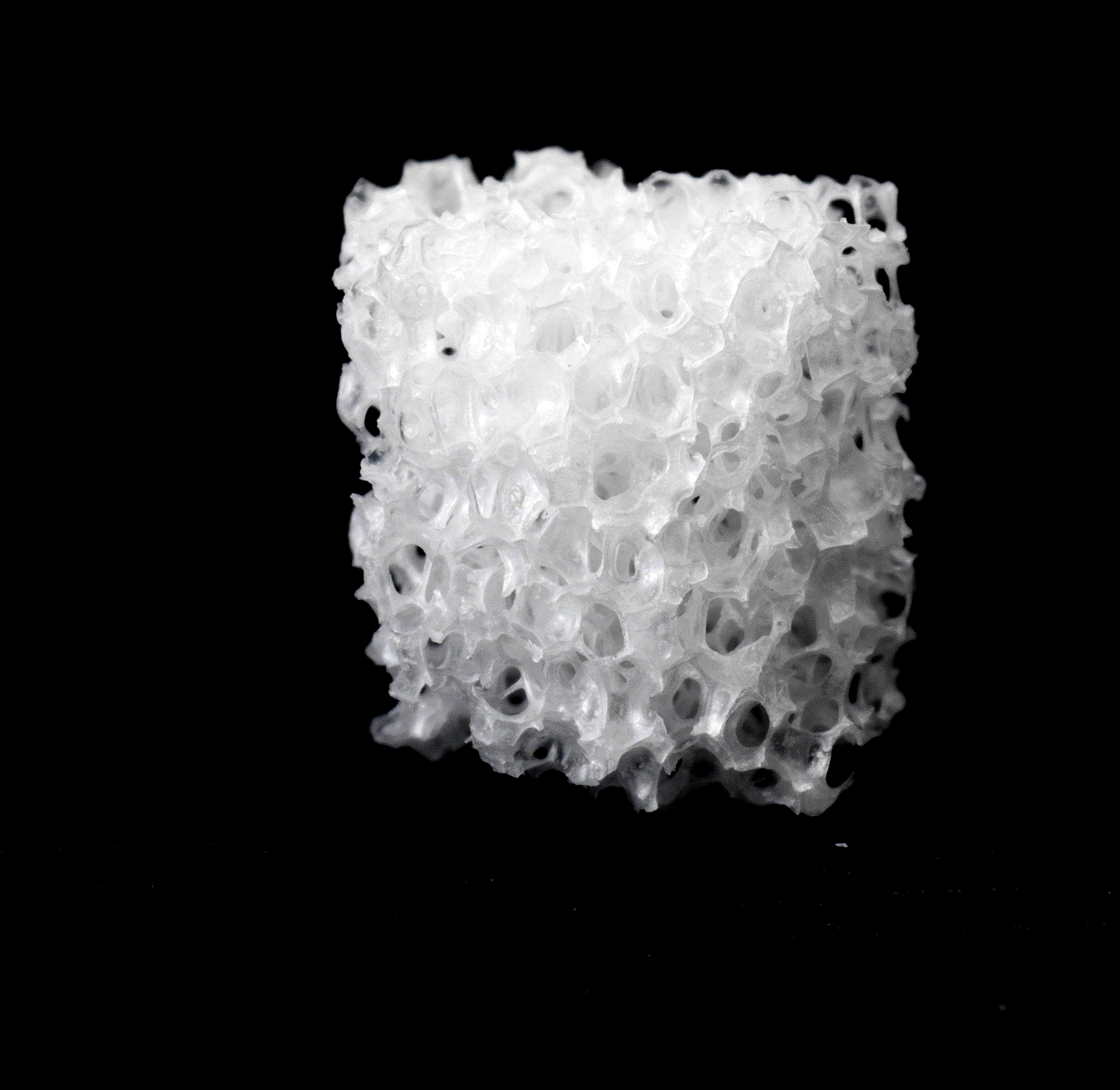
Пориста біокерамічна гранула

Біокераміка і біоскло — біосумісні керамічні матеріали. Біокераміка є важливою підмножиною біоматеріалів.  Біокераміка використовується в багатьох видах медичних процедур, зокрема як жорсткі матеріали хірургічних імплантатів, хоча деякі види біокераміки є гнучкими.

## Застосування

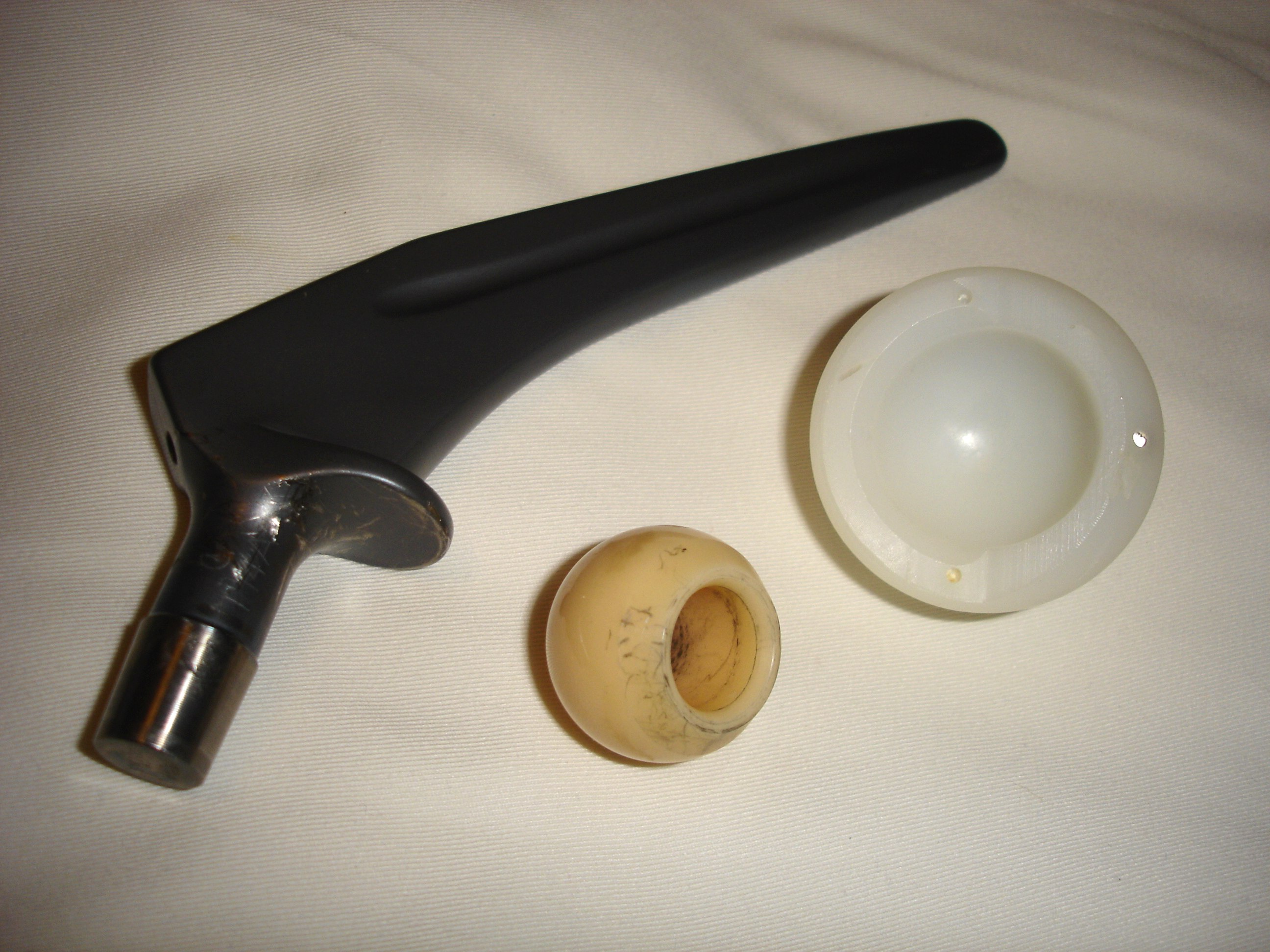
Титановий ендопротез кульшового суглоба з керамічною головкою і поліетиленовою ацетабулярною чашею

Зараз кераміка  широко використовується в медицині як зубні і кісткові імплантати. хірургічна металокераміка використовується повсякчас. Штучні суглоби зазвичай  мають покриття з біокерамічних матеріалів для зменшення зносу і запобігання запальним реакціям тканин. Інші приклади застосування в медицині включають елементи з біокераміки в конструкції кардіостимуляторів, апарату штучної нирки і респіраторів. Світовий ринок медичної кераміки і керамічних компонентів був оцінений приблизно в $9,8 млрд у 2010 році. Прогнозоване щорічне зростання 6-7 % в наступні роки, світова ринкова вартість збільшиться до $15,3 млрд до 2015 року і досягне $18.5 млрд до 2018 року.

### Механічні властивості
Біокераміка призначена для використання в системах екстракорпоральної циркуляції (наприклад у діалізі) або спеціальних біореакторах; однак, найчастіше застосовуються як імплантати. Кераміка широко застосовується як біоматеріали завдяки своїм фізико-хімічним властивостям. Головними її перевагами є біоінертність в організмі людини, твердість і стійкість до зношування, що робить її корисною для кісткових імплантів і зубних протезів. Деякі види кераміки також мають хороший опір до тертя, що робить можливим її застосування як матеріалу для заміни ушкоджених суглобів. Такі властивості, як зовнішній вигляд і електрична ізоляція також представляють особливий інтерес для конкретних біомедичних застосувань.